# Сенное сельское поселение
Сенное сельское поселение — муниципальное образование в Темрюкском районе Краснодарского края России.
В рамках административно-территориального устройства Краснодарского края ему соответствует Сенной сельский округ.
Административный центр — посёлок Сенной.
Глава МО — Лулудов Станислав  Ильич.

## Население
| 2010  | 2012  | 2013  | 2014  | 2015  | 2016  | 2017  |
| ----- | ----- | ----- | ----- | ----- | ----- | ----- |
| 5837  | ↗5854 | ↗5894 | ↗5935 | ↗6023 | ↗6032 | ↗6097 |
| 2018  | 2019  | 2020  | 2021  | 2023  |       |       |
| ↗6134 | ↗6184 | ↗6265 | ↘6214 | ↗6242 |       |       |

## Населённые пункты
В состав сельского поселения (сельского округа) входят 3 населённых пункта:
| № | Населённый пункт | Тип населённого пункта | Население (чел.) |
| - | ---------------- | ---------------------- | ---------------- |
| 1 | Сенной           | посёлок                | ↗4000            |
| 2 | Приморский       | посёлок                | ↘1616            |
| 3 | Солёный          | посёлок                | ↘486             |

## История
Решением исполнительного комитета Краснодарского краевого Совета депутатов трудящихся от 30 июня 1965 года в составе Темрюкского района был образован Сенной сельсовет, преобразованный в сельский округ в 1993 году. В 2005 году в границах последнего было образовано сельское поселение.

## Археология
В 1940-х годах на Таманском полуострове у станицы Сенной было открыто приуроченное к одноименному песчаному карьеру местонахождение Цимбал, свидетельствующее об обитании в этих местах раннепалеолитических людей в интервале 1,5—0,78 млн л. н.